# Pedro Tafur
Pedro Tafur ou Pero Tafur (c. 1410 - c. 1484) est un voyageur, historien et écrivain originaire de Castille (Espagne). Il a produit l'un des rares récits espagnols de voyage à l'époque médiévale, racontant son périple à travers l'Europe et l'espace méditerranéen au XVe siècle. 

## Biographie
Il naît à Cordoue, dans une branche de la famille noble Guzmán.
Entre 1436 et 1439, Tafur voyage à travers trois continents. Pendant cette période, il participe à plusieurs batailles, visite des sanctuaires et rend des services diplomatiques pour Jean II de Castille. Il visite la côte marocaine, le sud de la France, la Terre Sainte, l'Égypte, Rhodes, Chypre, Ténédos, Trébizonde, Caffa et Constantinople. Il visite également la péninsule du Sinaï, où il rencontre Niccolò Da Conti, qui partage avec lui des informations sur l'Asie du Sud-Est. Avant de retourner en Espagne, Tafur traverse l'Europe centrale et l'Italie.
Entre 1453 et 1454, à en juger par les preuves présentes au sein du seul manuscrit survivant, il a écrit un livre intitulé Andanças e viajes de Pero Tafur por diversas partes del mundo avidos (non publié jusqu'en 1874, date à laquelle il a été publié par Marcos Jiménez de la Espada). C'est l'un des rares livres écrits par un voyageur espagnol à l'époque médiévale (celui de Ruy Gonzáles de Clavijo en est un autre exemple). Tafur a dédié son livre à un membre de la famille Guzmán, la même famille à laquelle appartenait Dominique de Guzmán. Il fournit ainsi des informations biographiques sur ce dernier. 
Il donne de précieux détails concernant les bains de Zeuxippe, Sainte-Sophie, les portes saintes de Rome et les obélisques de Rome. 
Il revient en Espagne en 1439. Quelque temps avant l'année 1452, Tafur épousa Doña Juana de Horozco. Trois filles sont mentionnées dans le testament de Doña Juana, même si un fils semble être mort avant son père. Il a joué un rôle de premier plan dans les affaires locales : lui et son fils ont tous deux exercé la fonction de conseiller municipal en 1479. 